# Geher-Länderkampf der Männer 1977 Frankreich – BR Deutschland
| 2. Leichtathletik-Länderkampf mit bundesdeutscher Beteiligung 1977 | 2. Leichtathletik-Länderkampf mit bundesdeutscher Beteiligung 1977 |
| ------------------------------------------------------------------ | ------------------------------------------------------------------ |
|                                                                    |                                                                    |
| Geher-Vergleich der Männer: Frankreich – BR Deutschland            |                                                                    |
| Austragungsort                                                     | Bourg-en-Bresse                                                    |
| Wettbewerbe                                                        | 2                                                                  |
| Datum                                                              | 29. Mai                                                            |
| 1. FRG 2. FRA                                                      | 27 Punkte 17 Punkte                                                |
| Chronik                                                            |                                                                    |
| ← FRA-FRG Geher (F)                                                | NLD-FRG-SUI Str'lauf (M) →                                         |

Im zweiten Vergleich des Länderkampfjahres 1977 traten die bundesdeutschen Geher gegen Frankreich an. Die Begegnung fand als Zweiländerkampf zum ersten Mal statt. Zuvor hatte es acht Aufeinandertreffen mit den französischen Gehern gegeben, an denen mit der Schweiz und zwei Mal auch zusätzlich mit Belgien weitere Nationen beteiligt waren. Alle vergangenen Wettkämpfe hatten die bundesdeutschen Vertreter für sich entschieden. Ausgetragen wurde die Veranstaltung am 29. Mai wie der Geher-Länderkampf der Frauen am Tag zuvor in der französischen Stadt Bourg-en-Bresse in der Auvergne.

## Modus
Auf dem Programm standen wie üblich zwei Wettbewerbe, ein kürzerer über 20 und ein längerer diesmal über 50 Kilometer. Jede Nation konnte je Wettbewerb vier Geher stellen, von denen die drei Besten gewertet wurden. Im Wettbewerb über fünfzig Kilometer waren nur drei deutsche Geher am Start. Die Punkte wurden wie folgt vergeben. 1. Platz: 7 Punkte / 2. Pl.: 5 P / 3. Pl.: 4 P / 4. Pl.: 3 P.

## Ergebnis
Die französischen Geher stellten in der Einzelwertung auf der kürzeren Strecke den Sieger. Die Disziplinwertung ergab hier ein Unentschieden. Auf der Distanz über fünfzig Kilometer lagen die drei gewerteten bundesdeutschen Vertreter auf den Rängen eins bis drei vor allen Franzosen. So gewann die Bundesrepublik Deutschland den Länderkampf mit 27 zu siebzehn Punkten.

## Legende
Kurze Übersicht zur Bedeutung der Symbolik – so üblicherweise auch in sonstigen Veröffentlichungen verwendet:
| DNF | nicht im Ziel (did not finish) |

## Resultate

### 20-km-Straßengehen
| Platz | Athlet              | Land | Zeit (h)  |
| ----- | ------------------- | ---- | --------- |
| 1     | Dominique Guebey    | FRA  | 1:35:01,5 |
| 2     | Heinrich Schubert   | FRG  | 1:35:21,0 |
| 3     | Hans Michalski      | FRG  | 1:36:15,4 |
| 4     | Claude Sauriat      | FRA  | 1:36:40,8 |
| 5     | Jürgen Meyer        | FRG  | 1:38:16,8 |
| 6     | Karl Degener        | FRG  | 1:41:44,2 |
| 7     | Bernard Regnier     | FRA  | 1:41:49,7 |
| 8     | Jean-Pierre Garnung | FRA  | 1:43:38,7 |

### 50-km-Straßengehen
| Platz | Athlet              | Land | Zeit (h)  |
| ----- | ------------------- | ---- | --------- |
| 1     | Gerhard Weidner     | FRG  | 4:07:45,4 |
| 2     | Hans Binder         | FRG  | 4:12:16,6 |
| 3     | Michael Ritter      | FRG  | 4:22:14,0 |
| 4     | Jean-Paul Darguesse | FRA  | 4:35:41,4 |
| 5     | Serge Couturier     | FRA  | 4:38:47,2 |
| 6     | François Charcellay | FRA  | 4:50:01,0 |
| DNF   | Michel Planchard    | FRA  |           |